# Rezonville-Vionville
Rezonville-Vionville ist eine französische Gemeinde mit 506 Einwohnern (Stand 1. Januar 2022) im Département Moselle in der Region Grand Est. Sie gehört zum Arrondissement Metz und zum Kanton Les Coteaux de Moselle. 
Sie entstand als Commune nouvelle mit Wirkung vom 1. Januar 2019 durch die Zusammenlegung der bisherigen Gemeinden Rezonville und Vionville, die in der neuen Gemeinde der Status einer Commune déléguée haben. Der Verwaltungssitz befindet sich im Ort Rezonville.

## Gliederung
| Ortsteil                     | ehemaliger INSEE-Code | Fläche (km²) | Einwohnerzahl zum 1. Januar 2022 |
| ---------------------------- | --------------------- | ------------ | -------------------------------- |
| Rezonville (Verwaltungssitz) | 57578                 | 13,45        | 311                              |
| Vionville                    | 57722                 | 09,65        | 195                              |

## Geografie
Die Gemeinde liegt rund 15 Kilometer westlich von Metz an der Départementsstraße D 903. Das Gebiet gehört zum Regionalen Naturpark Lothringen. Im Gemeindegebiet entspringt das Flüsschen Gorze, das zu Mosel entwässert. Nachbargemeinden sind: Saint-Marcel im Norden, Gravelotte im Nordosten, Ars-sur-Moselle im Osten, Gorze im Süden und Südosten, Chambley-Bussières im Südwesten, Tronville im Westen, sowie Mars-la-Tour und Bruville im Nordwesten.